# Tyke
Tyke (Mozambique, 1974 - Honolulú, 20 de agosto de 1994) fue una elefanta del Circo Internacional de Honolulú, que luego de huir de un espectáculo, murió por la policía en la capital hawaiana.

## Vida
Fue secuestrada siendo bebé en Mozambique y enviada a los Estados Unidos, donde fue vendida a Hawthorn Corporation, una empresa que suministraba animales a los circos. Fue entrenada para trabajar y actuar en el circo, donde permanecía unas 22 horas al día encadenada.

## Muerte
Tyke huyó después de atacar fatalmente a su entrenador y herir gravemente a otro trabajador del circo, durante una presentación en el Neal S. Blaisdell Center. Escapó hacia el centro de la ciudad de Honolulú, hiriendo a un periodista y tras 30 minutos de persecución, la policía local le disparó 86 tiros que le provocaron la muerte.

## Legado
Tyke se convirtió en un símbolo para los derechos de los animales y el episodio en emblemático para los casos de tragedias circenses, pues se constataron luego innumerables heridas en la elefanta derivadas de malos tratos. En las investigaciones, se evidenció que el entrenador poseía varias quejas por abuso durante los ejercicios.
En 2015, los directores Susan Lambert y Stefan Moore, realizaron el documental, Tyke Elephant Outlaw, en el que se relatan los posibles motivos de su huida y el momento de su muerte. Esta pieza ha formado parte de la selección oficial y nominado a mejor documental en diferentes festivales de cine del mundo.